# Nova Gradiška
Nova Gradiška es una ciudad de Croacia en el condado de Brod-Posavina.
La ciudad de Nova Gradiška se encuentra en la parte suroeste del este de Croacia, la segunda más grande en el condado de Brod-Posavina y cubre un área de 49.58 km² (que representa el 2.44% del área del condado).
La ciudad tiene una posición geográfica y de tráfico natural muy favorable, ya que se encuentra en la intersección de importantes rutas internacionales, rutas ferroviarias y sistemas de telecomunicaciones que conectan los países de Europa occidental con los países del sudeste de Europa y Oriente Medio. Dos importantes corredores espaciales internacionales pasan por el área de Nova Gradiška: el Corredor Europeo V, que es parte de la ruta de tráfico entre Europa y Asia, y el Corredor Europeo X, que se extiende desde la frontera con la República de Eslovenia hasta la frontera con la República de Serbia. 
La conexión de tráfico de la ciudad de Nova Gradiska con todas las partes de la República de Croacia y con otros países europeos es muy buena en el tráfico por carretera y ferrocarril. La distancia desde la capital, Zagreb, es de 130 km y 50 km de Slavonski Brod, que es el centro del condado. Además, se han desarrollado las telecomunicaciones y el tráfico postal. Estas características forman la base para el crecimiento y desarrollo de la ciudad como centro de transporte, logística y distribución.

## Geografía
Se encuentra a una altitud de 126 m s. n. m. a 146 km de la capital nacional, Zagreb.

## Demografía
En el censo 2021 el total de población de la ciudad fue de 11.719 habitantes, distribuidos en las siguientes localidades:
- Kovačevac - 557
- Ljupina - 759
- Nova Gradiška - 9.850
- Prvča - 553

| Gráfica de población de Nova Gradiška 1857-2021                     |
|                                                                     |
| Según los censos de población de la oficina estadística de Croacia. |

## Historia

### Hasta la Guerra de Croacia
La aparición de asentamientos en el área de la actual ciudad a mediados del siglo XVIII está relacionada con la decisión de la emperatriz María Teresa de consolidar la frontera del Imperio Austrohúngaro en el sur, estableciendo la Krajina militar después de la expulsión de los turcos al sur del río Sava. Nova Gradiška fue fundada el 1 de mayo de 1748 como puesto de mando del Regimiento Fronterizo de Gradiška. La fundación se hizo con el nombre de Friedrichsdorf (en alemán) o Gradjgradiska. En 1750 fue renombrada Neu-Gradischka y como Nova Gradiška en idioma croata. En húngaro, su nombre es Újgradiska.
Después de la abolición de la Krajina (1871) y su unificación con la Croacia civil (1881), Nova Gradiška se convirtió en un centro del condado, conectando con Zagreb (ferrocarril 1888) y desarrollándose más intensamente. El rápido crecimiento económico, social y cultural cambió el carácter del antiguo centro militar. Entonces, se construyó una magnífica cervecería a vapor, propiedad de Dragutin Noble Lobe (1873), la primera planta de procesamiento de madera al igual que otras industrias locales.
La primera imprenta se fundó ya en 1882, y solo un año después se imprimió el primer periódico, "Burgenland". A principios del siglo XX, la ciudad se enorgullece de las aceras pavimentadas (1910), y en 1913 las calles encendieron las primeras bombillas eléctricas, convirtiendo a Nova Gradiška en la sexta ciudad más electrificada de Croacia. Las calles, el parque de la ciudad, el paseos, los recintos feriales, el cementerio, etc.
Durante la Segunda Guerra Mundial, Nova Gradiška fue la sede de la región de Livac-Zapolje, que incluía los condados de Nova Gradiška, Pozega, Daruvar, Novska, Pakrac, Kostajnica y Prijedor.
En la Yugoslavia socialista de la posguerra, el desarrollo de la ciudad se basó principalmente en los recursos naturales, con especial énfasis en el desarrollo de las industrias de la madera, alimentos, textiles, metal y cuero. Se construyeron grandes fábricas: Stjepan Sekulić Jucko, Slavonija radinost, Nektar, PIK, Yukon, Zlata, Tang, Elting, Kožara y otras. Las fábricas y la creación de miles de empleos influyeron en la reubicación de los residentes de las aldeas cercanas a la ciudad. La ciudad se expandió sin control y construyeron bloques residenciales en la arquitectura socio-realista de Urije.

### Guerra de Croacia
En 1990, por voluntad del pueblo croata, Croacia decidió la independencia a través en las elecciones multipartidistas. Lamentablemente, los serbios se rebelaron al cambio y a un estado independiente de Croacia, organizando una insurgencia armada con el apoyo del JNA. Desde septiembre de 1991 hasta el 3 de enero de 1992, Nova Gradiska sufrió devastación diaria que destruyó o dañó por completo casi todas las dependencias, iglesias, escuelas, jardines de infantes, hospitales, miles de hogares y apartamentos familiares. En la Guerra de Croacia, 250 combatientes croatas de Nova Gradiška y sus alrededores dieron sus vidas. 107 combatientes lo hicieron de otras partes de Croacia.
Con la victoria del ejército croata en la Operación Bljesak el 1 y 2 de mayo de 1995, el área bajo dominio serbio de Eslavonia Occidental fue liberada.

### Hechos posteriores a la guerra
Después de la Guerra de Croacia, Nova Gradiška se enfrentó a numerosas consecuencias de la guerra, desde la reparación de daños de guerra hasta el cierre de fábricas, lo que causó una gran cantidad de desempleados. En los últimos años, se lanzó un importante proyecto económico, el Parque Industrial, que busca atraer inversiones de socios comerciales nacionales y extranjeros.

## Personalidades
- Dragutin Lobe, industrial y político, elegido en 1883 como primer diputado del distrito de Nova Gradiška para el Parlamento Croatas.
- Josip Pliverić (1847-1907), profesor universitario.
- Joseph Freudenreich (1827-1881) y Adam Mandrovic (1839-1912) prominentes actores y directores croatas, fundadores del Teatro Nacional Croata en Zagreb.
- Josip Ettinger (1882-1908), experto forestal y fundador de Museo Zoológico de Zagreb.
- Josip Janko Grahor (1855-1918), arquitecto y constructor, primer presidente de la Feria de Zagreb.
- Vladimir Nikolić (1829-1866), escritor.
- Dado Topić, cantante.
- Goran Vlaović, futbolista.
- Milan Rapaić, futbolista.

## Artículo relacionado
Nova Gradiška durante la Guerra de Croacia